# (10872) Vaculík
(10872) Vaculík est un astéroïde de la ceinture principale.

## Description
(10872) Vaculik est un astéroïde de la ceinture principale. Il fut découvert le 12 octobre 1996 à l'Observatoire Kleť par Jana Tichá et Miloš Tichý. Il présente une orbite caractérisée par un demi-grand axe de 2,54 UA, une excentricité de 0,08 et une inclinaison de 2,9° par rapport à l'écliptique.